# Matt Wachter
Matthew Walter Wachter, detto Matt (Pottsville, 5 gennaio 1976), è un bassista e tastierista statunitense.
È un bassista e tastierista noto per aver militato negli Angels & Airwaves dal 2007 al 2014 e di nuovo dal 2018 e nei Thirty Seconds to Mars dal 2001 al 2007. Si unì agli Angels & Airwaves nel 2007, sostituendo Ryan Sinn.

## Biografia

### Le origini
Wachter nacque a Pottsville (Pennsylvania). Da bambino abitò con la famiglia in New Jersey prima di spostarsi a Boston ed era appassionato di baseball, calcio e nuoto. La sua passione per la musica si rivelò verso i cinque anni e fino agli otto anni sperimentò vari strumenti, principalmente il pianoforte e la batteria.
Durante la scuola superiore la sua passione per la musica divenne tale che Wachter passava la maggior parte del suo tempo a suonare nelle varie band locali. La scelta del basso, come strumento, fu piuttosto casuale: in un'intervista Wachter ha dichiarato che voleva assolutamente suonare in una band e quella che gli interessava era senza bassista e, senza avere alcuna esperienza in merito, se non quella relativa alla chitarra, decise di scegliere il basso. Come ispirazioni lui aveva Ron McGovney e Cliff Burton dei Metallica.
Wachter ritiene che le sue influenze musicali predominanti siano da attribuire ai Led Zeppelin, ai Pink Floyd, ai Kiss e ai The Sex Pistols.

### Carriera

#### Thirty Seconds to Mars
Dopo varie esperienze con diverse band, nel 2001 Wachter si unì a Jared Leto, Shannon Leto e Solon Bixler a completare la formazione dei Thirty Seconds to Mars. Solon Bixler nel 2003 fu sostituito da Tomo Miličević.
Wachter suona in una posizione da lui chiamata "pigeon-toed", e ha affermato che gli permette una concentrazione maggiore, infatti così non è distratto dai fan. Durante uno dei primi concerti dei Thirty Seconds to Mars, soffrì di una commozione cerebrale causata dai troppi movimenti con la testa.
Le prime due date del primo headliner tour dei Thirty Seconds to Mars Forever Night, Never Day furono posticipate perché Matt si fece male mentre aggiustava la sua auto, e la band, in varie interviste, scherza su questo avvenimento poiché pensano che sia assurdo. Successivamente il tour fu posticipato ancora di due settimane.
Nell'agosto 2006, Wachter ha sposato la sua fidanzata di lunga data, Libby Lawson, conosciuta durante un concerto otto anni prima, e per questo non prese parte al Warped Tour di quell'anno, sostituito da Tim Kelleher dei My Darling Murder, fino al ritorno di Matt per le ultime date. Inoltre, il bassista dei The Used, Jeph Howard, lo sostituì per il The Tonight Show del 4 agosto 2006.
Il 1º marzo 2007, durante il concerto ad El Paso, in Texas, Jared Leto annunciò che quello sarebbe stato l'ultimo concerto di Wachter con i Thirty Seconds to Mars e gli dedicò l'ultima canzone, "R-Evolve". La motivazione principale del suo abbandono sembra essere la necessità di Wachter di passare più tempo con la sua famiglia. Jared li dedicò "R-Evolve" perché è la canzone preferita dei Thirty Seconds to Mars di Matt.

#### Angels & Airwaves
Il 23 aprile 2007, a seguito dell'abbandono del bassista Ryan Sinn, Wachter si unì al gruppo Angels & Airwaves per il loro tour, e venne più tardi formalmente confermato come membro effettivo della band e chiamato a lavorare al loro secondo album I-Empire.

#### Altri lavori
Matt lavora come speciale speaker occasionale su Get the Fuck Up (GTFU) Radio. Il radio show è condotto da due suoi amici, Aaron Farley e Jeremy Weiss, ed è rappresentato su Little Radio.

## Strumentazione
- Basso G&L Serie L-2000
- Fender Precision Bass

## Vita privata
Wachter è un appassionato di tatuaggi e dichiara di averne almeno una ventina sparsi in tutto il corpo. Tra questi, in particolare: la scritta Rock-n-Roll sullo stomaco, due rondini sui pettorali, una bomba alata sul braccio destro, un coltello a serramanico con una scritta in latino (Etiam per infimum infernum) sul fianco destro, due teschi Day of the Dead uno per ogni piede e la scritta Rather be forgotten that remembered for giving in sulla parte superiore della schiena.
Wachter è un sostenitore dei Boston Red Sox tanto da dichiarare che avrebbe voluto sposarsi al Fenway Park, ma di non avere avuto il coraggio di chiederlo alla sua futura moglie.

## Discografia

### Con i Thirty Seconds to Mars
- 2005 - A Beautiful Lie

### Con gli Angels & Airwaves
- 2007 - I-Empire
- 2010 - LOVE
- 2011 - Love Part 2